# James Stewart (basketspelare)
James "Jimmy" Stewart, född 10 juli 1910 i Kingsville, död 12 augusti 1990 i Windsor, var en kanadensisk basketspelare.
Stewart blev olympisk silvermedaljör i basket vid sommarspelen 1936 i Berlin.